# Santee (rzeka)
Santee (ang. Santee River) – rzeka w Stanach Zjednoczonych, w stanie Karolina Południowa, dopływ Oceanu Atlantyckiego. Długość rzeki wynosi 230 km.
Rzeka powstaje z połączenia rzek Wateree i Congaree, na wysokości 25 m n.p.m., około 50 km na południowy wschód od miasta Columbia. Rzeka płynie w kierunku południowo-wschodnim. Na rzece wzniesiona została zapora wodna, w wyniku czego utworzone zostało jezioro Marion. W końcowym biegu rzeka rozwidla się na dwie odnogi – North Santee i South Santee. Obie uchodzą do oceanu, około 25 km na południe od Georgetown.